# Baía Fox

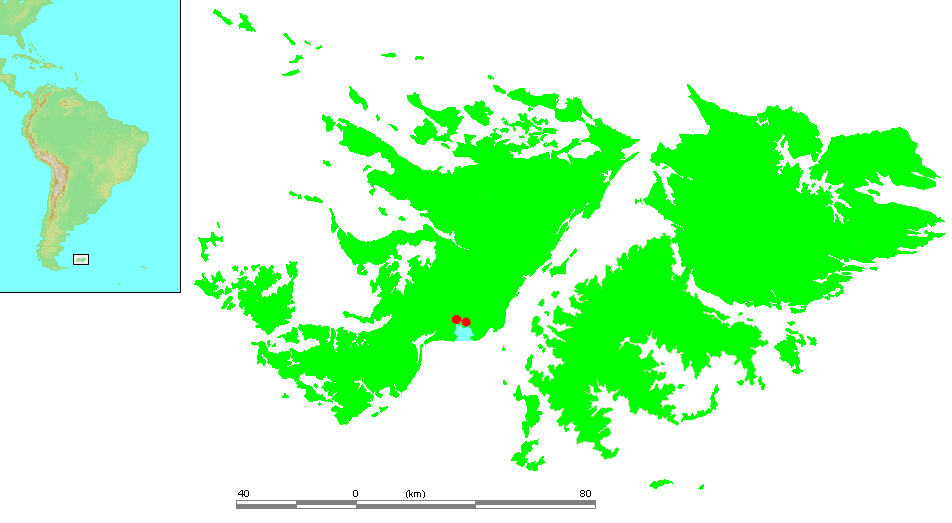
Localização dentro das Ilhas Malvinas da Baía Fox e das localidades da Baía Fox Leste e da Baía Fox Oeste.

Baía Fox (em castelhano:  Bahía Fox ou Bahía Zorro ) é o segundo maior assentamento na Malvina Ocidental, nas Ilhas Malvinas. Ele está localizado em uma baía com o mesmo nome e se situa na costa sudeste da ilha. Muitas vezes é dividido em Baía Fox Leste e Baía Fox Oeste, eventualmente tomando-se como dois assentamentos: combinados, estes fazem o maior assentamento na Malvina Ocidental, mas se separados, Port Howard é o maior. O nome Baía Fox vem, assim como o Rio Warrah, de uma espécie de raposa, localmente chamada de "warrah", já extinta.
As casas da Baía Fox Bay Leste estão espalhadas em torno de uma área comum. Há uma escola, uma loja e uma agência de correios fundada na década de 1890. Há também um clube social, e uma base de reabastecimento para os helicópteros da Força Aérea Real. No edifício dos correios desde 2015 há um pequeno museu.
No passado localidade Baía Fox Oeste teve o mesmo porte da Baía Fox Leste, mas desde que a fazenda foi subdividida e vendida em 1985, o número de residentes diminuiu. Até a década de 1990, a rodovia entre os dois assentamentos era "tão ruim que se tornava intransitável nos meses de inverno", mas uma pista de melhor qualidade construtiva foi feita no início da década de 1990, proporcionando a melhoria da comunicação entre os dois assentamentos. Esta foi uma das primeiras estradas no hoje extenso esquema de rodovias da Malvina Ocidental.